# Vinča
Vinča (kyrilliska Винча) är en ort i Serbien, belägen 14 km öster om Belgrad mot staden Smederevo, på platsen där floden Bolečica möter Donau. Orten är mest känd för att ha givit namn till den neolitiska Vinčakulturen samt arkeologiska lokaliteten Belo Brdo. Vinča hade 5 819 invånare år 2002.